# وزیر ایالت ورمانت
وزیر ایالت ورمانت (به انگلیسی: secretary of state of Vermont) یکی از پنج مقام قانون اساسی در سطح کابینه در ایالت ورمانت ایالات متحده است که هر دو سال یک بار انتخاب می‌شوند. وزیر ایالت چهارمین نفر (به ترتیب پس از معاون فرماندار، رئیس مجلس نمایندگان، رئیس موقت مجلس سنا) در مراتب جانشینی فرمانداری ورمانت است. دفتر وزیر ایالت در خیابان ایالتی ۱۲۸ در مون‌پلیه واقع شده است. از سال ۲۰۲۳، وزیر ایالت سارا کوپلند هنزاس دموکرات است.

## مسئولیت‌ها
- بخش آرشیو ایالتی وظیفه حفظ و در دسترس نگه داشتن تمامی سوابق دولتی را بر عهده دارد. آرشیو ایالتی اسنادی را حفظ می‌کند که به زمان تأسیس ایالت به نام جمهوری ورمانت در سال ۱۷۷۷ بازمی‌گردد[۸]
- دفتر مقررات حرفه‌ای برای محافظت از شهروندان ایالتی در برابر رفتارهای ناشایست، غیراخلاقی و غیرحرفه ای، مجوز و مقررات ۳۹ شغل حرفه‌ای را صادر می‌کند.[۸]
- بخش انتخابات، انتخابات ورمانت را مدیریت می‌کند، برای محافظت از یکپارچگی فرایند دموکراتیک، ثبت نام رای‌دهندگان، هماهنگی مدیریت سوگند رای‌دهنده، نظارت بر گزارش مالی مبارزات انتخاباتی، و اجرای قوانین افشای لابی گری ورمانت، کار می‌کند.[۸]
- بخش شرکت‌ها نهادهای تجاری را ثبت می‌کند و مخزن بایگانی پرونده‌های کد تجاری یکنواخت برای ایالت ورمانت است.[۸]
- مرکز منابع اسناد رسمی بر دفاتر اسناد رسمی ورمانت نظارت دارد.[۸]